# Lesya Makhno
Lesya Makhno (4 de setembro de 1981) é uma jogadora de voleibol russa.
Com 1,82 m de altura, Makhno é capaz de atingir 3,1 m no ataque e 3,05 m quando bloqueia.

## Carreira
Lesya Makhno foi campeã mundial com a seleção de seu país do Campeonato Mundial de Voleibol Feminino de 2010 disputado no Japão. Apesar de não ser tão alta como as grandes atacantes russa, Makhno consegue executar um belo ataque na diagonal da quadra, sendo muito dificil de ser marcado.

## Títulos
- Campeonato Mundial de 2010